# Orthocladius almskari
Orthocladius almskari är en tvåvingeart som beskrevs av Spies och Ole Anton Saether 2004. Orthocladius almskari ingår i släktet Orthocladius och familjen fjädermyggor.
Artens utbredningsområde är Norge. Arten har ej påträffats i Sverige. Inga underarter finns listade i Catalogue of Life.